# Klaus Petermann
Klaus Petermann (*  2. Oktober 1951 in Mannheim) ist ein deutscher Elektroingenieur und Hochschullehrer für Hochfrequenztechnik an der TU Berlin. Seit 2018 ist er im Ruhestand.
Petermann studierte 1969 bis 1974 Elektrotechnik an der TU Braunschweig und wurde dort 1976 promoviert (Theorie des Wulstleiters). 1977 bis 1983 war er wissenschaftlicher Mitarbeiter am AEG Telefunken Forschungsinstitut in Ulm und 1983 Professor an der TU Berlin, an der er 1987 bis 1989 Dekan der Fakultät für Elektrotechnik war und 2004 bis 2006 Vizepräsident für Forschung.
Petermann befasst sich mit optischer Nachrichtentechnik und Integrierter Optik.
Er ist seit 1994 Mitglied der Berlin-Brandenburgischen Akademie der Wissenschaften und war dort von 2018 bis 2020 deren Vizepräsident. Seit 2002 ist er Mitglied der Deutschen Akademie der Technikwissenschaften (acatech) und bis 2017 war er Mitglied im Stiftungsrat der Stiftung Werner von Siemens Ring. 1996 bis 2004 war er im Vorstand des VDE und 2001 bis 2008 im Senat der DFG. 1993 erhielt er den Gottfried-Wilhelm-Leibniz-Preis. Seit 2009 ist er IEEE Fellow. 2017 wurde ihm der Ehrendoktor Dänemarks Technischer Universität verliehen. Seit 2020 ist er ITG Fellow der Informationstechnischen Gesellschaft (ITG).

## Schriften (Auswahl)
- mit R. A. Soref, J. Schmidtchen: Large single-mode rib waveguides in GeSi-Si and Si-on-SiO2, IEEE Journal of Quantum Electronics, Band 27, 1991, S. 1971–1974
- Calculated spontaneous emission factor for double-heterostructure injection lasers with gain-induced waveguiding, IEEE Journal of Quantum Electronics, Band 15, 1979, S. 566–570
- mit N. Schunk: Noise analysis of injection-locked semiconductor injection lasers,  IEEE Journal of Quantum Electronics, Band 22, 1986, S. 642–650
- mit N. Schunk: Numerical analysis of the feedback regimes for a single-mode semiconductor laser with external feedback, IEEE Journal of Quantum Electronics, Band 24, 1988, S. 1242–1247
- mit J. Helms: A simple analytic expression for the stable operation range of laser diodes with optical feedback, IEEE Journal of Quantum Electronics, Band 26, 1990, S. 833–836
- Laser diode modulation and noise, Springer 1991
- mit J. Wang: Small signal analysis for dispersive optical fiber communication systems, Journal of Lightwave Technology, Band 10, 1992, S. 96–100
- External optical feedback phenomena in semiconductor lasers, IEEE Journal of Selected Topics in Quantum Electronics, Band 1, 1995, S. 480–489
- mit S. Diez u. a.: Four-wave mixing in semiconductor optical amplifiers for frequency conversion and fast optical switching, IEEE Journal of Selected Topics in Quantum Electronics, Band 3, 1997, S. 1131–1145
- mit Edgar Voges: Optische Kommunikationstechnik: Handbuch für Wissenschaft und Industrie, Springer 2019